# Amine Abba Sidick
Pour les articles homonymes, voir Siddick.
Amine Abba Sidick est un diplomate et homme politique tchadien, ministre des Affaires étrangères entre 2020 et 2021.
Il est ancien directeur  du cabinet civil à la Présidence du Tchad, ancien ambassadeur du Tchad en Égypte, au Liban et en Syrie. 
Il a été secrétaire général du parlement de la Communauté économique et monétaire de l'Afrique centrale (CEMAC). De mars 2017 à juillet 2020, il occupe le poste d'ambassadeur du Tchad en France, en Espagne, en Grèce et au Portugal. Il est également ambassadeur du Tchad près le Saint-Siège à partir de décembre 2017.

## Biographie
Amine Abba Sidick a fait des études scientifiques en mathématiques et en physique. Après ses études il a été professeur. Comme responsabilité officielle il a été successivement conseiller chargé de mission à la présidence de la République, directeur du cabinet du Président, Secrétaire général du Parlement communautaire à Malabo, puis ambassadeur du Tchad en Égypte, au Liban et en Syrie.
Il est ministre des Affaires étrangères du 14 juillet 2020 au 2 mai 2021.